# Anomala occhroptera
Anomala occhroptera är en skalbaggsart som beskrevs av Bates 1888. Anomala occhroptera ingår i släktet Anomala och familjen Rutelidae. Inga underarter finns listade i Catalogue of Life.